# رید (بایرن)
رید (به آلمانی: Ried) یک شهر در آلمان است که در آیشاخ-فریدبرگ واقع شده‌است.